# Santa Llogaia d’Àlguema
Santa Llogaia d’Àlguema település Spanyolországban, Girona tartományban. Santa Llogaia d’Àlguema Vilafant, El Far d'Empordà, Vilamalla, Borrassà és Figueres községekkel határos. Lakosainak száma 397 fő (2024).

## Népesség
A település népessége az elmúlt években az alábbi módon változott:
| Lakosok száma | 94   | 299  | 206  | 284  | 302  | 294  | 335  | 341  | 370  | 397  |
|               | 1717 | 1887 | 1936 | 1960 | 1986 | 2004 | 2009 | 2014 | 2019 | 2024 |